# AFK Union Žižkov
AFK Union Žižkov is een Tsjechische voetbalclub uit Žižkov, dat sinds 1922 een stadsdeel van de hoofdstad Praag is. Toen Tsjechoslowakije onafhankelijk werd in 1918 was Union een van de betere clubs van het land.

## Geschiedenis
De club werd opgericht in 1907 en nam in 1912, 1913, 1915 en 1917 deel aan de kampioenschappen van de Boheemse voetbalbond. Tijdens deze jaren nam de club ook aan de bekercompetitie deel. In 1918 werd Tsjechoslowakije onafhankelijk van het keizerrijk Oostenrijk-Hongarije. AFK Union speelde in de competitie van Midden-Bohemen, die als de sterkste van het land gold. Stadsgenoot SK Viktoria Žižkov speelde ook in deze reeks. Na een vijfde plaats werd de club derde in 1919. De beste notering kwam in 1921 toen de club vicekampioen werd achter het oppermachtige Sparta Praag. De volgende twee seizoenen werd de club vierde en in 1924 werd de competitie na 10 speeldagen stopgezet en toen stond de club 17de op 22.
Het volgdende seizoen werd het profvoetbal geïntroduceerd en Union koos voor de amateurstatus. De club was meteen succesvol en werd de allereerste amateurkampioen van Tsjechoslowakije. De club had zijn hoogtepunt echter bereikt en kon de concurrentie met profclub Viktoria Žižkov niet aan. De club speelde wel nog in de tweede klasse van 1935/36 tot 1938/39, 1940/41, 1942/43 en 1943/44.
Na de Tweede Wereldoorlog veranderde de club enkele malen van naam en verdween in de sportieve anonimiteit.

## Naamsveranderingen

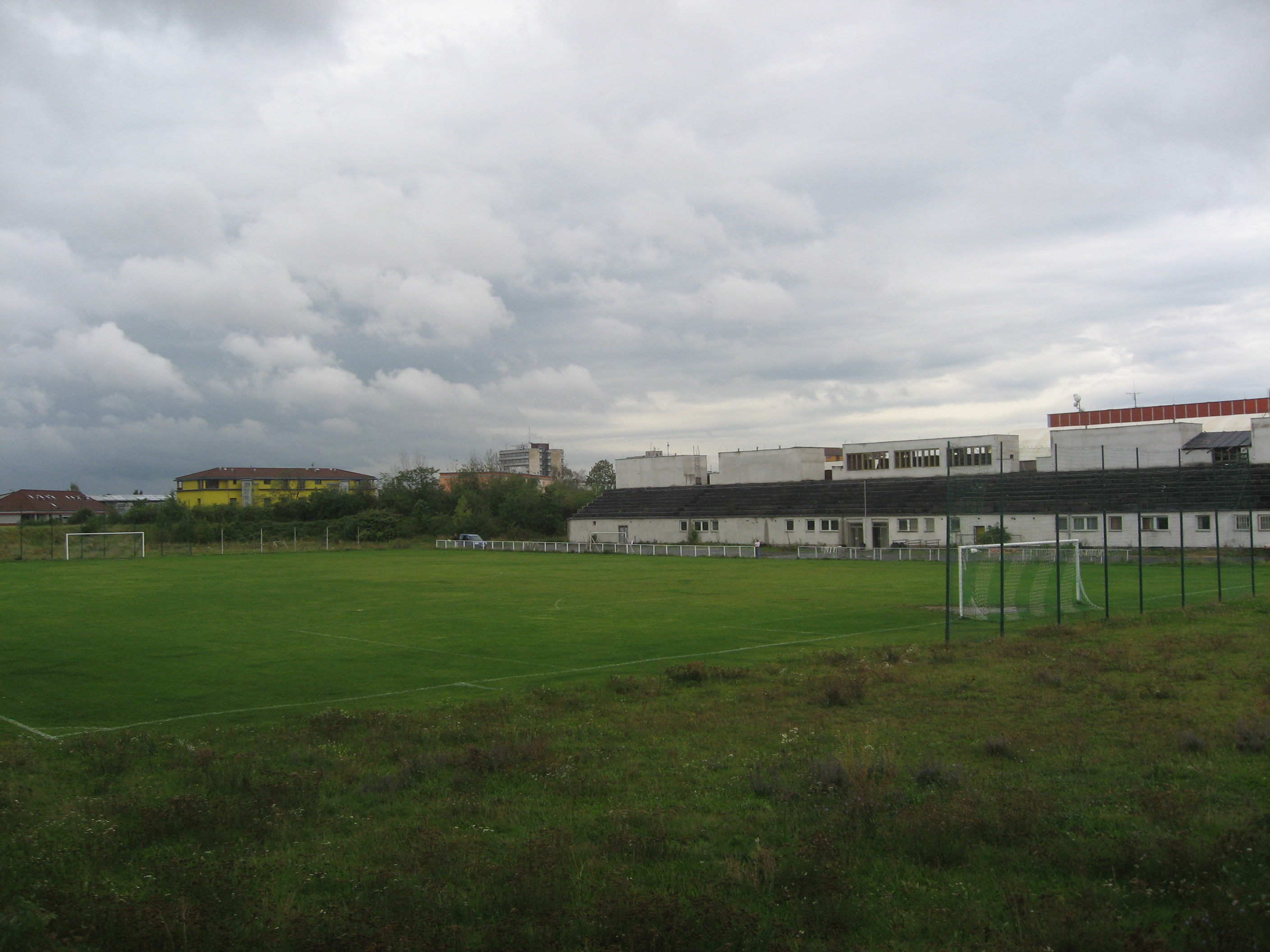
AFK Union Žižkov

- 1907 AFK Union Žižkov
- 19?? ASK Union Žižkov
- 1948 Sokol Union Žižkov
- 1950 Sokol Žižkov B
- 1952 ZSJ Pošta Žižkov
- 1953 TJ Dynamo Žižkov Spoje
- 1956 TJ Spoje Žižkov
- 19?? TJ Union Žižkov
- 19?? AFK Union Žižkov